# Liechtensteiner Cup 1959/60
Der Liechtensteiner Cup 1959/60 war die 15. Austragung des Fussballpokalwettbewerbs der Herren in Liechtenstein. Der FC Vaduz konnte seinen im Vorjahr gewonnenen Titel erfolgreich verteidigen.

## 1. Vorrunde
Der FC Vaduz, der FC Triesen, der FC Balzers und der FC Schaan hatten für diese Runde ein Freilos.
|             | Ergebnis  |                   |
| ----------- | --------- | ----------------- |
| FC Vaduz II | 3:2 n. V. | FC Triesen II     |
| FC Ruggell  | 0:1       | USV Eschen-Mauren |

## 2. Vorrunde
Der USV Eschen-Mauren und der FC Vaduz II schieden aus dem Wettbewerb aus, die Ergebnisse und die jeweiligen Gegner sind unbekannt.

## Halbfinale
|            | Ergebnis |            |
| ---------- | -------- | ---------- |
| FC Vaduz   | 11:1     | FC Triesen |
| FC Balzers | 0:4      | FC Schaan  |

## Finale
Das Finale fand am 18. September 1960 in Vaduz statt.
| Datum      |          | Ergebnis |           |
| ---------- | -------- | -------- | --------- |
| 18.09.1960 | FC Vaduz | 3:2      | FC Schaan |